# Edward John Smith

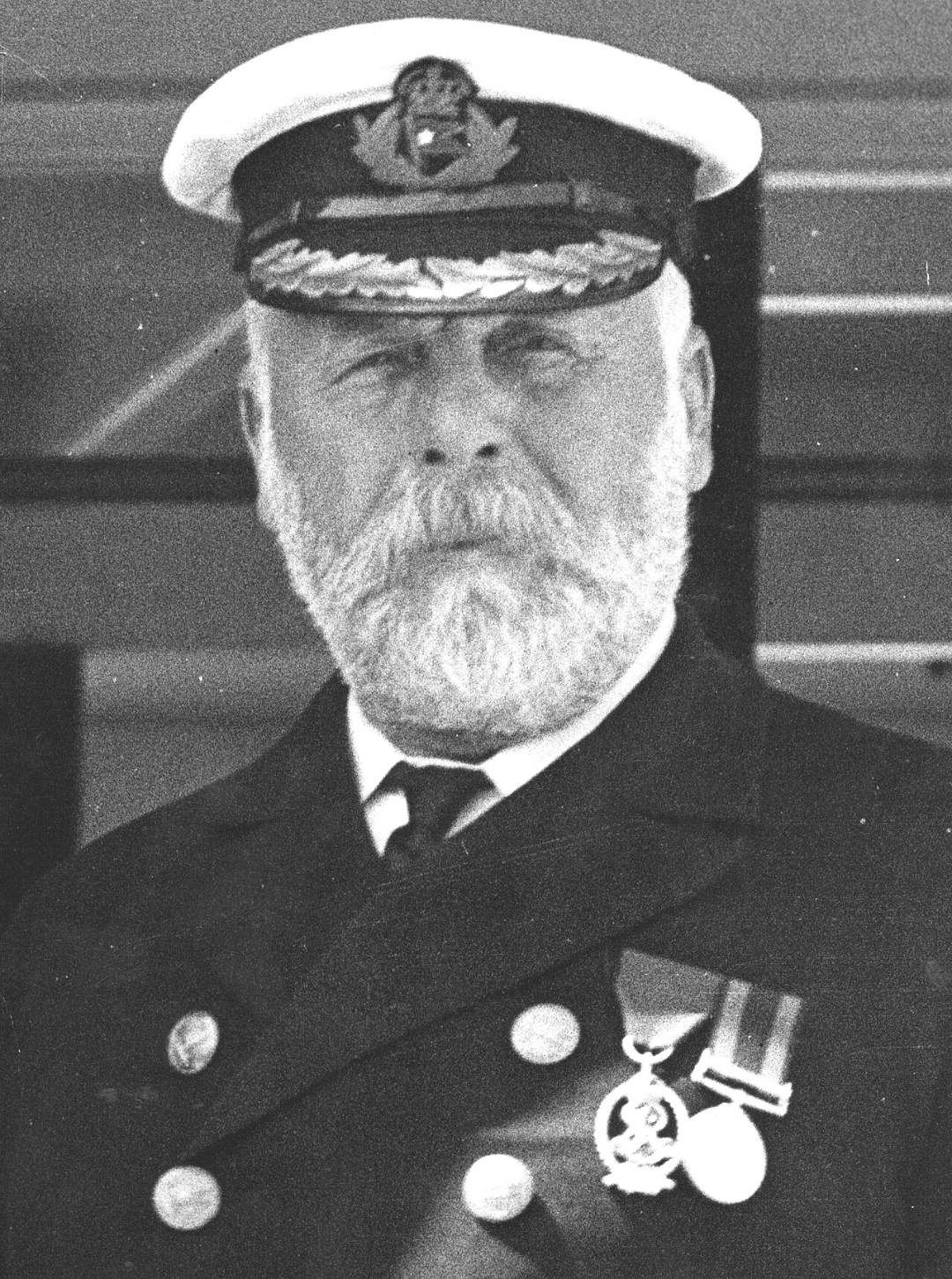
Edward J. Smith auf einem Foto, das kurz nach seinem Tod veröffentlicht worden ist

Edward John Smith  (* 27. Januar 1850 in Hanley; † 15. April 1912 im Nordatlantik) war Kapitän der Titanic. Er kommandierte während seiner Karriere eine Reihe von Passagierschiffen der White Star Line.
Im April 1912 vertraute die Reederei ihm das Kommando über die Titanic an, die noch auf der Jungfernfahrt gegen einen Eisberg stieß. In der Folge wurde untersucht und diskutiert, ob Smith die Hauptschuld am Unglück trug. Einerseits zeigte er sich in der Unglücksnacht als besonnener und aktiver Kommandant, andererseits hatte er das Schiff mit voller Geschwindigkeit durch die Nacht fahren lassen, obwohl es mehrere Eiswarnungen gegeben hatte. Smith verließ das Schiff nicht und kam beim Sinken um, auch wenn die genauen Todesumstände ungeklärt bleiben.

## Leben
Smith kam 1850 als Sohn von Edward Smith und dessen Frau Catherine Hancock Marsh zur Welt. Er arbeitete nach seinem Schulabschluss 1864 als Industriearbeiter bei Eturia Forge. An seinem 17. Geburtstag wurde er von seinem Halbbruder Joseph Hancock auf der Senator Weber angeheuert, mit welcher er am 7. Februar von Liverpool nach Hongkong fuhr. Im Mai 1875 legte Smith seine Kapitänsprüfung ab und wurde zum Kapitän ernannt. Am 12. Juli 1887 heiratete er Sarah Eleanor Pennington (* 17. Juni 1861; † 28. April 1931). Das Paar hatte eine Tochter, Helen Melville Smith (1898–1973).
1880 bekam er eine Anstellung bei der White Star Line. Er erlangte über die Stufen diverser Offiziersränge den Rang des Kapitäns. Er kommandierte die Schiffe Britannic (I), Republic (I), Majestic (I), Baltic (II), Adriatic (II) und Olympic der White Star Line. Aufgrund seiner Beliebtheit unter der Besatzung und den Passagieren und nicht zuletzt auch wegen seiner großen Erfahrung als Kapitän und mit dem Schiffstyp der Olympic-Klasse übertrug man ihm 1912 das Kommando über die Titanic bei deren Jungfernfahrt von Southampton nach New York.
Als die Titanic am 14. April 1912 gegen 23:40 Uhr mit einem Eisberg kollidierte, befand sich Smith nicht auf der Kommandobrücke. Er traf bald darauf ein, ließ sich vom Ersten Offizier William M. Murdoch über die Geschehnisse informieren und nahm zusammen mit dem Schiffskonstrukteur Thomas Andrews einen kurzen Kontrollgang vor. Dieser prognostizierte den Untergang des Schiffs. Smith gab daraufhin den Befehl zum Klarmachen der Rettungsboote und beaufsichtigte deren Besetzung die meiste Zeit von der Brücke aus. Die Funker Jack Phillips und Harold Bride wies er an, ein Notsignal zu senden. Kurz vor dem Untergang des Schiffs erschien er noch einmal im Funkraum und entband beide von ihren Aufgaben.
Es ist nicht bekannt, wo sich Kapitän Smith befand, als die Titanic um 2:20 Uhr sank. Einige Überlebende sagten aus, sie hätten ihn zuletzt auf der Brücke gesehen, die kurz danach überflutet wurde. Der Heizer Walter Hurst gab hingegen später an, er habe Smith auch kurz nach dem Untergang noch gesehen: Als er zusammen mit einigen anderen Männern auf einem Rettungsfloß saß und ruderte, rief ihnen ein im Wasser schwimmender Mann zu, sie sollten sich nicht unterkriegen lassen. Obwohl der Schwimmer keinen Versuch machte, auf das Floß zu kommen, und dieses auch gefährdend überbesetzt war, hielt Hurst ihm sein Ruder hin. Der Mann war jedoch schon zu schwach, um sich daran festzuhalten, und ertrank. Hurst war zeit seines Lebens davon überzeugt, es habe sich dabei um Kapitän Smith gehandelt.
Edward John Smith, dessen Leiche nie gefunden wurde, gehört zusammen mit vielen zeitgenössischen Prominenten zu den über 1500 Opfern der Katastrophe. Er hinterließ seine Frau Sarah Smith und seine Tochter Helen.

## Medien
In den Verfilmungen des Schiffsunterganges wurde Kapitän Edward John Smith von Otto Wernicke (Titanic, 1943), Brian Aherne (Untergang der Titanic, 1953), Laurence Naismith (Die letzte Nacht der Titanic, 1958), Harry Andrews (S.O.S. Titanic, 1979), George C. Scott (Titanic, TV-Zweiteiler 1996), Bernard Hill (Titanic, 1997) und David Calder (Titanic, TV-Vierteiler 2012) dargestellt.